# Villa de Vallecas

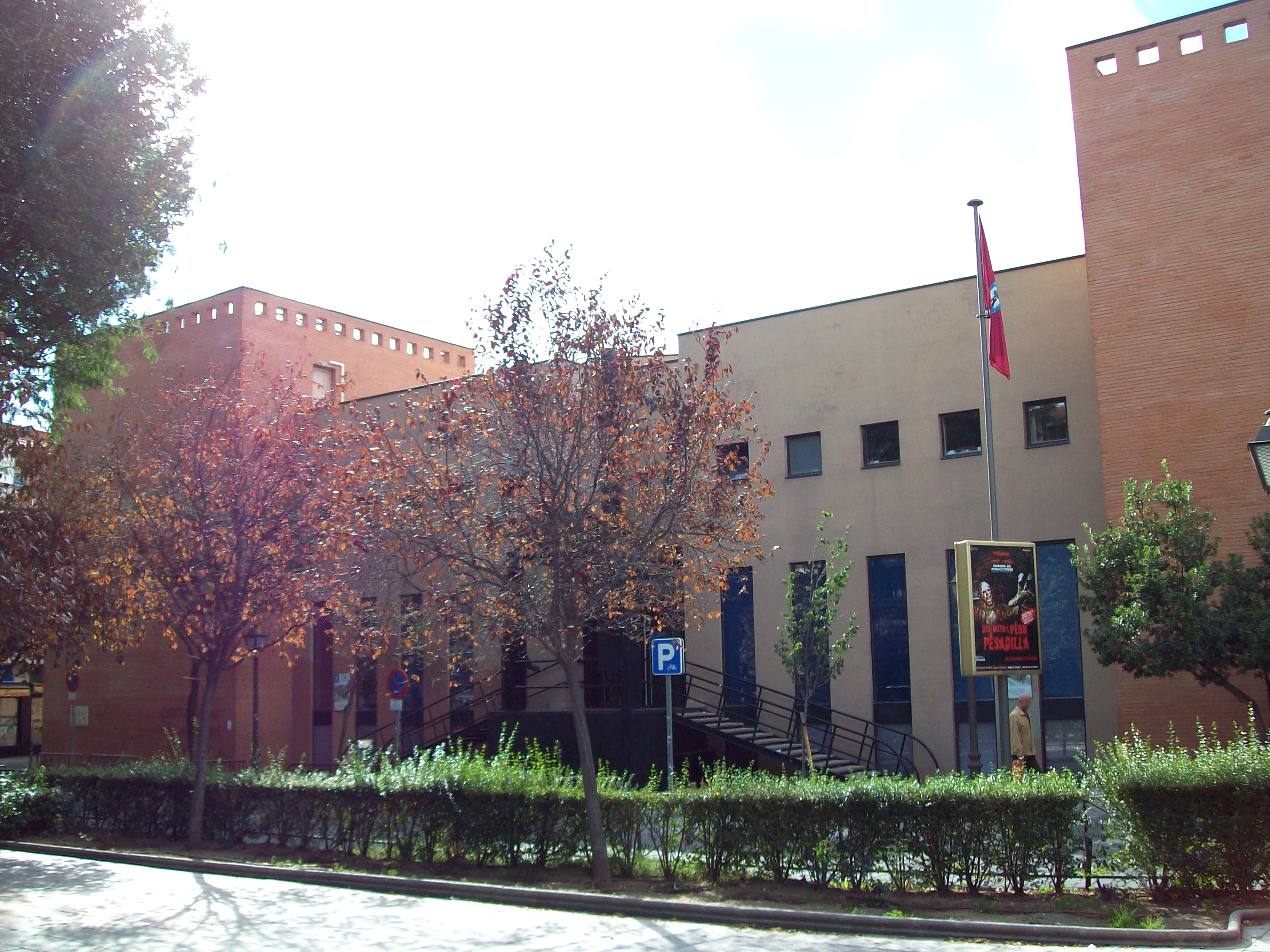
Seu de la J.M.D. de Villa de Vallecas.

Villa de Vallecas és el nom d'un dels 21 districtes municipals de la ciutat de Madrid. Està organitzat administrativament en dos barris: Nucli històric de Vallecas (18.1) i Santa Eugenia (18.2).

## Història
Aquest districte sorgeix després de la divisió de 1987. El poble de Vallecas era un municipi independent de la província de Madrid fins que Madrid el va anexionar per Decret de 10 de novembre de 1950. Villa de Vallecas té en l'actualitat 92.794 habitants, la tercera part que el districte veí, Puente de Vallecas.

## Geografia urbana
El districte limita amb:
- Els municipis de Rivas-Vaciamadrid i Getafe al sud i n'es separat per l'autopista M-50.
- El districte de Vicálvaro a l'est, separat de Villa de Vallecas per la A-3.
- El districte de Puente de Vallecas al nord, separat de Villa de Vallecas per l'Avinguda de la Democracia, la línia de ferrocarril Madrid-Saragossa i l'autopista M-40.
- El districte de Villaverde a l'oest, separat de la Villa de Vallecas pel riu Manzanares.

Aquest districte i el veí, Puente de Vallecas, són els únics on l'esquerra política ha estat majoritària en totes les eleccions municipals.
Aquest districte és en plena expansió, ja que al sud del nucli antic s'ha edificat l'Eixample de Vallecas, que ocupa la superfície que separa el centre de la M-45 (PAU de Vallecas) i part de la superfície entre la M-45 i la M-50 (PAU de Valdecarros). Aquest eixample encara és part del nucli antic des del punt de vista administratiu, encara que es pot considerar un barri més del districte.
Dins dels terrenys del districte es troba Mercamadrid, central dels mercats majoristes de la ciutat amb gran activitat comercial de matinada.

## Transports
Villa de Vallecas és un dels districtes millor comunicats amb el centre de la ciutat des del segle xix pel ferrocarril. Des de 1999 a més el recorre la línia 1 de Metro de Madrid amb sis estacions dins del districte (tres des de 1999 i tres des de 2007).
Quant a autobusos, recorren el districte les línies 54 (Atocha-Barrio Vilano), 58 (Puente de Vallecas-Santa Eugenia), 63 (Avinguda de Felipe II-Santa Eugenia), 103 (Entrevías-Villa de Vallecas), 130 (Villaverde Alto-Vicálvaro), 142 (Pavones-Eixample de Vallecas), 145 (Conde de Casal-Eixample de Vallecas), I (Conde de Casal-Politécnico Vallecas), H1 (Sierra de Guadalupe-Hospital Infanta Leonor), ES717 (Estació del Pozo-Villa de Vallecas) i T32 (Legazpi-Mercamadrid).
Vila de Vallecas té sis estacions de metro: Sierra de Guadalupe, Villa de Vallecas, Congosto, La Gavia, Las Suertes i Valdecarros.